# Superhot
Superhot — компьютерная игра в жанре шутера от первого лица, разработанная независимой польской командой Superhot Team. Выпуск игры состоялся 25 февраля 2016 года для персональных компьютеров на операционных системах Windows, OS X и Linux. 3 мая 2016 года вышла версия для игровой приставки Xbox One. Superhot Team также заявили о планах поддержки устройств виртуальной реальности.
Игровой процесс построен на стандартной для шутеров от первого лица механике, в которых игрок сражается с врагами используя оружие и подручные предметы, однако время в игре движется только когда движется игрок, давая играющему возможность оценить ситуацию и найти выход из неё. Игровой процесс при этом становится похожим на стратегические игры. Игра выдержана в минималистическом стиле, враги красного цвета контрастируют с белым окружением.
Игра зародилась на 7 Day FPS Challenge 2013 года, затем была расширена в браузерную демоверсию в сентябре 2013. Широкое внимание к демоверсии подтолкнуло команду разработчиков создать полную версию игры. Финансирование было получено через Kickstarter.
Полная версия игры получила положительные отзывы, рецензенты отметили свежую идею в жанре шутеров от первого лица.

## Игровой процесс

Игра использует ограниченный набор цветов — белый, чёрный и красный — позволяя игроку сосредоточиться на ключевых событиях.

Superhot помещает игрока в минималистичное окружение с атакующими его врагами. Оружие, подбираемое игроком, имеет ограниченный боезапас. После его израсходования игрок должен искать другое, или отобрать его у противника. Также игрок может драться в рукопашной, использовать холодное оружие, или метать во врагов подручные предметы. Игрок, как и враги, умирает с одного попадания, а уровень приходится начинать сначала. Хотя игровая механика типична для большинства шутеров, изюминка игры в том, что время движется вперёд с обычной скоростью только когда игрок движется или стреляет, в противном случае время почти полностью останавливается. Это отражено в тэглайне игры «Время движется только когда движешься ты». Это даёт игроку возможность вовремя уйти с линии огня или менять свои действия в зависимости от ситуации.
Поначалу игра являлась браузерной демоверсией и содержала 3 уровня. В процессе разработки полной версии Superhot Team добавили сюжетный режим, содержащий 30 уровней, время прохождения которого будет сравнимо с временем прохождения игры Portal. Полная версия содержит дополнительное оружие, включая и холодное оружие. Подручные предметы, такие как бильярдные шары могут быть запущены во врагов, а управляемые компьютером противники имеют сходные с игроком способности и могут уворачиваться от его пуль. Имеется значительное отличие от ранней версии — игрок не поднимает автоматически оружие, находящееся рядом с ним, и должен делать это вручную. Это даёт возможность самостоятельно выбрать оружие из находящегося вокруг, или подхватить выпавшее из рук противника. В полной версии пока зажата клавиша прыжка время замедляется, так можно выиграть время для планирования действий или удара с воздуха. Также в полной версии имеется возможность захватывать тела противников, которая открывается ближе к концу игры.
В дополнение к сюжетному режиму, полная версия Superhot включает в себя «бесконечный» (анг. «endless») режим, в котором игрок играет столько, сколько он сможет протянуть против бесконечного потока врагов. В режиме «испытания» (анг. «challenge») игроки переигрывают уровни сюжетного режима с определёнными требованиями, вроде прохождения уровня за ограниченное время или использования определённых видов оружия. Финальная версия также содержит редактор записанных во время игры повторов — это требуется для создания видеоклипов с возможностью распространения в социальных сетях или специальном сервисе Killstagram.

## Сюжет
Повествование в Superhot идёт на нескольких уровнях: игрок управляет беллетризированной версией самого себя, работающего в командной строке DOS, получает сообщение от своего друга с предложением попробовать новую игру superhot.exe, использовать пиратский «crack». После запуска игрок уничтожает врагов на нескольких уровнях, после чего игра начинает глючить и вылетает.
Далее по сюжету становится ясно, что нахождение игрока в игре обнаружено и отслеживается кем-то, ответственным за код игры: сообщения игрока его другу изменяются сразу после ввода, и система не только напрямую обращается к пользователю, но и показывает, что в действительности он находится внутри Superhot. Система оповещает игрока о том, что он не знает последствий своих действий, и принуждает пользователя выйти из игры.
Если вновь начать игру, система показывает игроку его самого — фигуру с надетым шлемом виртуальной реальности — и заставляет игрока ударить себя в голову. После этого «игра» снова глючит, и игрок оказывается в чате и пишет, что у него болит голова. Система снова хочет, чтобы пользователь прекратил играть в Superhot.
Далее игрок подключается к ядру системы и загружает в него свой разум. Игрок становится частью ядра, после чего стреляет в голову себя самого, становясь единым с Superhot.
После титров игра поздравляет игрока, и настоятельно рекомендует рассказать о ней друзьям (такими словами как «САМЫЙ ИННОВАЦИОННЫЙ ШУТЕР […] ЗА ВСЕ ВРЕМЯ» (анг. «THE MOST INNOVATIVE SHOOTER […] IN YEARS»)) якобы для того, чтобы собрать больше разумов в ядро Superhot.

## История разработки
Superhot был разработан в 2013 году на 7 Day FPS Challenge, в августе команда получила неделю на разработку законченного рабочего прототипа игры. Пётр Иваницкий, руководитель проекта, вдохновлялся Time4Cat, Flash-игрой, в которой игрок управляет котом, собирающем еду на загруженной дороге; время в ней движется только когда движется кот. Он также упомянул музыкальное видео к песне 2013 года «Bad Motherf*cker» русской группы Biting Elbows, в котором от первого лица показано как специальный агент уходит от опасной ситуации с помощью паркура и виртуозной перестрелки. Команда совместила эти идеи в прототипе для Challenge. Название игры построено на принятии значений слов «super» и «hot» как «позитивный» и «интенсивный» для придания игре эффектного образа.
Прототип для Challenge включал в себя только три уровня, размещённых на трёх разных компьютерах. Чтобы успеть закончить игру, команда разделила её на 3 разных приложения, назвав их эпизодами. Позже их объединили, выпустив бесплатную браузерную демоверсию в сентябре 2013. Игра также получила большое внимание игроков, после размещения на платформе Steam Greenlight. Через неделю команда получила одобрение на выпуск игры в Steam от Valve: это самое быстрое одобрение за все время работы Steam Greenlight. Иваницкий счёл позитивную реакцию на демоверсию следствием ожидания игроками хоть каких-то нововведений в стандартной механике шутеров от первого лица, которая не менялась с момента выпуска Doom. Он отметил, что некоторые отзывались о Superhot как о головоломке, он же по прежнему считает её шутером. По мнению Иваницкого в головоломках обычно имеется только одно решение задачи и одна награда за него, Superhot же для прохождения испытания предлагает игрокам потратить время на оценку обстановки и выработать стратегию.
В мае 2014, команда разработки запустила кампанию в Kickstarter для выпуска полной версии Superhot, включающей улучшение визуальной части, новые уровни и испытания, и поддержку очков виртуальной реальности Oculus Rift. После успеха в Steam Greenlight планировалось финансировать выпуск игры через кампанию в Kickstarter. Также команда хотела отполировать игру перед началом краудфандинговой кампании. Полировка заключалась в доработке игрового процесса, включая добавление катаны с возможность разрубать ей летящие пули напополам. После начала Kickstarter кампании разработчики столкнулись с проблемой; Kickstarter не поддерживал создание кампаний из Польши. Это дало команде больше времени на улучшение игры, затем проблема была решена, и они смогли начать готовить рекламные материалы для Kickstarter. Kickstarter выполнил задачу финансирования проекта в первый же день, и Superhot team поставили дополнительные задачи, включающие улучшение анимации и режим повтора. Лукаш «Люк» Сперевка, программист из команды разработки, связал успех Kickstarter кампании с доступностью браузерной демоверсии, позволившей потенциальным финансирующим протестировать идею самостоятельно. Кампания завершилась сбором более $230,000, давая возможность команде добавить режим New Game Plus. Клифф Блезински стал дизайнером уровня для игры, так как крупному финансирующему через Kickstarter давалось право участвовать в разработке режима арены.
Superhot выдержана в стиле минимализма художником Марцином Сурмой. Она использует три основных цвета: белый для окружающей среды, чёрный для объектов, с которыми можно взаимодействовать, и красный для врагов. Набор цветов был ограничен во время создания демоверсии, чтобы сосредоточиться на разработке игрового процесса во время 7-day FPS Challenge. Сурма, не участвовавший в Challenge и присоединившийся к команде после начала доработки игры, согласился с таким решением, так как это помогало игроку понять, на чём сфокусироваться, отсекая обычные для шутеров от первого лица отвлекающие моменты. Сурма привнёс идею позиционировать игру как нечто, созданное в 1990 в период популярности компьютерных систем MS-DOS и Amiga; игровое меню было выполнено в стиле Norton Commander, после чего Сурма убедил Иваницкого использовать идею в игре. Художник считает, что это продолжит тему контраста, проходящего через игру: враги контрастируют с окружением также как трёхмерная игра контрастирует с текстовыми меню.
Ранний прототип игры с поддержкой Oculus Rift virtual reality (VR) был показан на Electronic Entertainment Expo 2014. Версия с поддержкой виртуальной реальности включает опцию смену обзора поворотом головы. Журналисты, игравшие в демострационную версию сравнили ощущения с ощущениями героев Нео или Морфеуса из фильма Матрица, отметив инновационное использование Rift по сравнению с другими играми, его использующими. После релиза игры на персональных компьютерах Superhot Team заявили о планах выпуска версии с поддержкой виртуальной реальности в будущем.
На Gamescom 2014, Microsoft анонсировала выпуск Superhot на Xbox One в ID@Xbox. Superhot был выпущен на Microsoft Windows, OS X, и Linux 25 февраля 2016, версия для Xbox One ожидается через месяц. Копии игры на физических носителях выпускаются и распространяются IMGN.PRO.

## Отзывы
| Сводный рейтинг       | Сводный рейтинг                                             |
| Агрегатор             | Оценка                                                      |
| --------------------- | ----------------------------------------------------------- |
| GameRankings          | (PC) 83,44 % (PC) 86,50 % (VR) (XONE) 83,33 % (PS4) 78,85 % |
| Metacritic            | (PC) 85/100                                                 |
| Иноязычные издания    |                                                             |
| Издание               | Оценка                                                      |
| GameSpot              | 8/10                                                        |
| IGN                   | 7,5/10                                                      |
| PC Gamer (US)         | 84/100                                                      |
| Polygon               | 9/10                                                        |
| VideoGamer            | 9/10                                                        |
| Русскоязычные издания |                                                             |
| Издание               | Оценка                                                      |
| Riot Pixels           | 60 %                                                        |

Браузерная демоверсия приковала внимание к игре и послужила причиной успеха Kickstarter кампании. Игра сравнивалась с серией фильмов Матрица и серией видеоигр Max Payne. Механику «время движется когда ты движешься», как пишут создатели, называют «Braid шутером от первого лица»; она делает игру больше похожей на стратегию, чем на шутер.
Полная версия Superhot получила положительные отзывы и имеет собирательную оценку 85/100 на Metacritic. Кайл Орланд из Ars Technica отметил, что сюжетный режим «короткий, но составит приятное времяпрепровождение», и что множество дополнительного игрового времени в соревновательном и бесконечном режимах игры поддержат к ней интерес. Кристиан Донлан из Eurogamer счёл, что игровой процесс и история вокруг него отлично сочетаются в форме «редкого случая очаровательно созданного насилия, образующего сложную мысль». Крис Плант из The Verge нашёл, что сюжет сносный, но игровой процесс и дизайнерские решения делают игру большим, чем очередной шутер от первого лица; такие вещи как красный след от пули делают Superhot «чем-то очень оригинальным в жанре, ставшим противоположностью оригинальности».
Superhot был отмечен Nuovo Award на 2014 Independent Games Festival Awards,, полная версия номинирована на 2016 Seumus McNally Grand Prize и награду Excellence in Design.
Летом 2018 года, благодаря уязвимости в защите Steam Web API, стало известно, что точное количество пользователей сервиса Steam, которые играли в игру хотя бы один раз, составляет 842 122 человека, а в Superhot VR — 158 697 человек.

## Наследие
В 2016 году студия Landfall Games разработала игру Clustertruck, в которой главный герой должен прыгать по движущимся грузовикам. Также, 1 апреля 2016 года была создана короткая игровая модификация для данной игры, под названием Super Truck, объединив концепцию игры Clustertruck с механикой движения во времени (взятой из игры Superhot)[значимость факта?].

## Продолжение
16 июля 2020 года вышел сиквел под названием Superhot: Mind Control Delete. Игра предлагает десятки уровней с разнообразными боевыми задачами, обновлённую систему анимации и продвинутый искусственный интеллект. В игре представлены два игровых персонажа (MINDS), каждый из которых обладает уникальными способностями и особенностями геймплея. Враги в Mind Control Delete стали разнообразнее: например, появились бронированные противники, уязвимые только в определённых зонах, выделенных красным цветом — для их уничтожения требуется точное прицеливание. В новой части также добавили систему улучшения навыков. Несмотря на изменения, Mind Control Delete сохраняет фирменный стиль серии: время движется только тогда, когда двигается игрок.